# Hosszúmezői református templom
A hosszúmezői református templom műemlékké nyilvánított templom Romániában, Máramaros megyében. A romániai műemlékek jegyzékében az MM-II-m-B-04542 sorszámon szerepel.